# BMW-Urteil
Das BMW-Urteil ist eine Entscheidung des Bundesgerichtshofs (BGH) aus dem Jahr 2010, mit dem der BGH seine Rechtsprechung zu den Stundenverrechnungssätzen bei Abrechnung des Schadens nach einem Verkehrsunfall weiterführte.
Zunächst hatte er im Porsche-Urteil bestätigt, dass auch bei fiktiver Schadensberechnung die Stundenverrechnungssätze einer Markenwerkstatt ungekürzt in Ansatz gebracht werden können. Im VW-Urteil hatte er hiervon Einschränkungen zugelassen bei Kraftfahrzeugen älter als drei Jahre. Eine weitere Ausnahme hiervon machte der BGH in seinem Urteil vom 23. Februar 2010, dem so genannten BMW-Urteil (Az. VI ZR 91/09).

## Sachverhalt
Die Haftpflichtversicherung hatte in ihrem Regulierungsschreiben drei Werkstätten aufgeführt, die in der Nähe des Geschädigten gelegen waren, zertifizierte Meisterbetriebe waren, die regelmäßig von TÜV oder DEKRA kontrolliert wurden und ausschließlich Original-Ersatzteile verwendeten. Außerdem gewährten diese Werkstätten eine dreijährige Garantie. Der Geschädigte rechnete jedoch aufgrund eines Sachverständigengutachtens ab, das auf den Preisen von Vertragswerkstätten beruhte.

## Urteil
Der Bundesgerichtshof entschied, dass der Geschädigte in einem solchen Fall darzulegen habe, warum er zur Zugrundelegung der kostenintensiveren Reparaturmöglichkeit berechtigt sei. Hierbei könnte es etwa von Bedeutung sein, dass der PKW regelmäßig in den markengebundenen Werkstätten gewartet und repariert wurde oder der Geschädigte durch eine vorgelegte Reparaturrechnung im konkreten Fall sein Interesse an einer Reparatur durch eine markengebundene Werkstatt darlegt. Letzteres kommt bei der Abrechnung fiktiver Reparaturkosten natürlich nicht in Betracht.
Der Leitsatz des Urteils lautet:
Der Schädiger darf den Geschädigten im Rahmen der fiktiven Schadensabrechnung unter dem Gesichtspunkt der Schadensminderungspflicht im Sinne des § 254 Abs. 2 BGB auf eine günstigere und vom Qualitätsstandard gleichwertige Reparaturmöglichkeit in einer mühelos und ohne Weiteres zugänglichen „freien Fachwerkstatt“ verweisen, wenn der Geschädigte keine Umstände aufzeigt, die ihm eine Reparatur außerhalb der markengebundenen Fachwerkstatt unzumutbar machen